# NGC 3677
NGC 3677 is een spiraalvormig sterrenstelsel in het sterrenbeeld Grote Beer. Het hemelobject werd op 19 maart 1828 ontdekt door de Britse astronoom John Herschel.

## Synoniemen
- UGC 6441
- IRAS 11235+4714
- MCG 8-21-35
- NPM1G +47.0198
- ZWG 242.35
- KCPG 284A
- PGC 35181